# Gaoyou (köpinghuvudort i Kina, Jiangsu Sheng, lat 32,78, long 119,47)
Gaoyou (kinesiska: 高邮, 高邮镇) är en köpinghuvudort i Kina. Den ligger i provinsen Jiangsu, i den östra delen av landet, omkring 100 kilometer nordost om provinshuvudstaden Nanjing. Antalet invånare är 162 476. Befolkningen består av 83 726 kvinnor och 78 750 män. Barn under 15 år utgör 12,0 %, vuxna 15-64 år 77 %, och äldre över 65 år 10,0 %.
Runt Gaoyou är det tätbefolkat, med 762 invånare per kvadratkilometer. Gaoyou är det största samhället i trakten. Trakten runt Gaoyou består till största delen av jordbruksmark.
Genomsnittlig årsnederbörd är 1 119 millimeter. Den regnigaste månaden är juli, med i genomsnitt 254 mm nederbörd, och den torraste är januari, med 28 mm nederbörd.